# Фузине ин Валромана (Удине)
Фузине ин Валромана је насеље у Италији у округу Удине, региону Фурланија-Јулијска крајина.
Према процени из 2011. у насељу је живело 402 становника. Насеље се налази на надморској висини од 758 м.